# Liemarvin Bonevacia
Liemarvin Bonevacia (Willemstad, Antillas Neerlandesas, 5 de abril de 1989) es un deportista neerlandés que compite en atletismo, especialista en las carreras de velocidad.
Participó en tres Juegos Olímpicos de Verano, entre los años 2012 y 2020, obteniendo una medalla de plata en Tokio 2020, en la prueba de 4 × 400 m. En los Juegos Europeos de Cracovia 2023 consiguió una medalla de bronce en la prueba de 400 m.
Ganó una medalla de plata en el Campeonato Mundial de Atletismo de 2022, una medalla de bronce en el Campeonato Mundial de Atletismo en Pista Cubierta de 2024.
Además, obtuvo tres medallas de bronce en el Campeonato Europeo de Atletismo, en los años 2016 y 2024, y cuatro medallas en el Campeonato Europeo de Atletismo en Pista Cubierta entre los años 2017 y 2023.

## Palmarés internacional
| Juegos Olímpicos                     | Juegos Olímpicos         | Juegos Olímpicos  | Juegos Olímpicos |
| Año                                  | Lugar                    | Medalla           | Prueba           |
| ------------------------------------ | ------------------------ | ----------------- | ---------------- |
| 2020                                 | Tokio (Japón)            | Medalla de plata  | 4 × 400 m        |
| Campeonato Mundial                   |                          |                   |                  |
| Año                                  | Lugar                    | Medalla           | Prueba           |
| 2022                                 | Eugene (Estados Unidos)  | Medalla de plata  | 4 × 400 m mixto  |
| Campeonato Mundial en Pista Cubierta |                          |                   |                  |
| Año                                  | Lugar                    | Medalla           | Prueba           |
| 2024                                 | Glasgow (Reino Unido)    | Medalla de bronce | 4 × 400 m        |
| Juegos Europeos                      |                          |                   |                  |
| Año                                  | Lugar                    | Medalla           | Prueba           |
| 2023                                 | Chorzów (Polonia)        | Medalla de bronce | 400 m            |
| Campeonato Europeo                   |                          |                   |                  |
| Año                                  | Lugar                    | Medalla           | Prueba           |
| 2016                                 | Ámsterdam (Países Bajos) | Medalla de bronce | 400 m            |
| 2024                                 | Roma (Italia)            | Medalla de bronce | 400 m            |
| 2024                                 | Roma (Italia)            | Medalla de bronce | 4 × 400 m mixto  |
| Campeonato Europeo en Pista Cubierta |                          |                   |                  |
| Año                                  | Lugar                    | Medalla           | Prueba           |
| 2017                                 | Belgrado (Serbia)        | Medalla de bronce | 400 m            |
| 2021                                 | Toruń (Polonia)          | Medalla de oro    | 4 x 400 m        |
| 2021                                 | Toruń (Polonia)          | Medalla de bronce | 400 m            |
| 2023                                 | Estambul (Turquía)       | Medalla de bronce | 4 × 400 m        |